# Artur Heyer
Arthur Heyer (28. února 1872 Haarhausen – 30. července 1931 Budapešť) malíř, grafik, ilustrátor německého původu, který pracoval především v Budapešti.

## Život
Narodil se v Durynsku. Umělecká studia dokončil na Uměleckoprůmyslové škole v Berlíně, kde byl jeho učitelem Max Koch. V letech 1892 a 1895 navštívil Transylvánii. V roce 1896 se usadil v Budapešti. Nejprve pracoval jako grafik, jako zaměstnanec německých novin.V 10. letech 20. století podnikl větší studijní cesty do Vídně, Mnichova a Nizozemí.

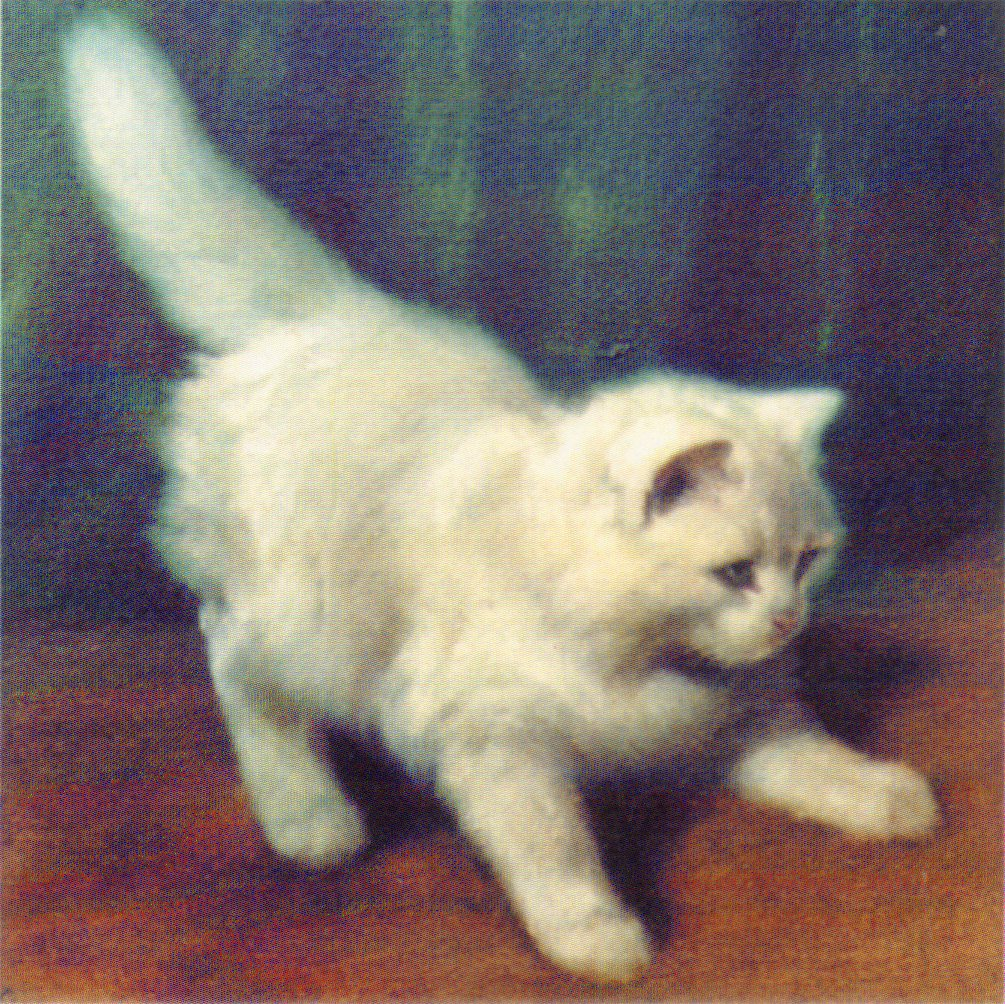
Arthur Heyer : Kočička

Maloval především obrázky zvířat a dělal knižní ilustrace. Jeho nejznámějším výtvorem je postava muže lámajícího berle, kterou vytvořil v roce 1894 pro Ľudovíta Wintera, majitele lázní v Piešťanech. Postava lamače berlí je od té doby součástí erbu lázní, které se vyvinuly v město.
V roce 1911 získal Andrássyho cenu.